# Iniö
Iniö este o fostă comună din Finlanda.